# Eremias cholistanica
Espèce
Eremias cholistanica est une espèce de sauriens de la famille des Lacertidae.

## Répartition
Cette espèce est endémique du Pakistan. 

## Étymologie
Son nom d'espèce lui a été donné en référence au lieu de sa découverte, le désert du Cholistan.

## Publication originale
- Baig & Masroor, 2006 : A New Species of Eremias (Sauria: Lacertidae) from Cholistan Desert, Pakistan. Russian Journal of Herpetology, vol. 13, n. 3, p. 167-174.